# موغنس هانسن
موغنس هانسن (بالدنماركية: Mogens Hansen)‏ هو لاعب كرة قدم دنماركي في مركز الهجوم، ولد في 12 أبريل 1956 في Næstved ‏ في الدنمارك. لعب مع نادي نايستفيد.

## وصلات خارجية
- موغنس هانسن على موقع قاعدة بيانات كرة القدم.إي يو (الإنجليزية)
- موغنس هانسن على موقع ناشيونال فوتبول تيمز (الإنجليزية)